# Clan Barclay

wapen van de Clan Barclay

De Clan Barclay is een Schotse Laaglanden-clan.
De naam werd oorspronkelijk als Berchelai gespeld en kan de Angelsaksische spelling zijn van beau (mooi) en lee (veld of weide).

## Geschiedenis

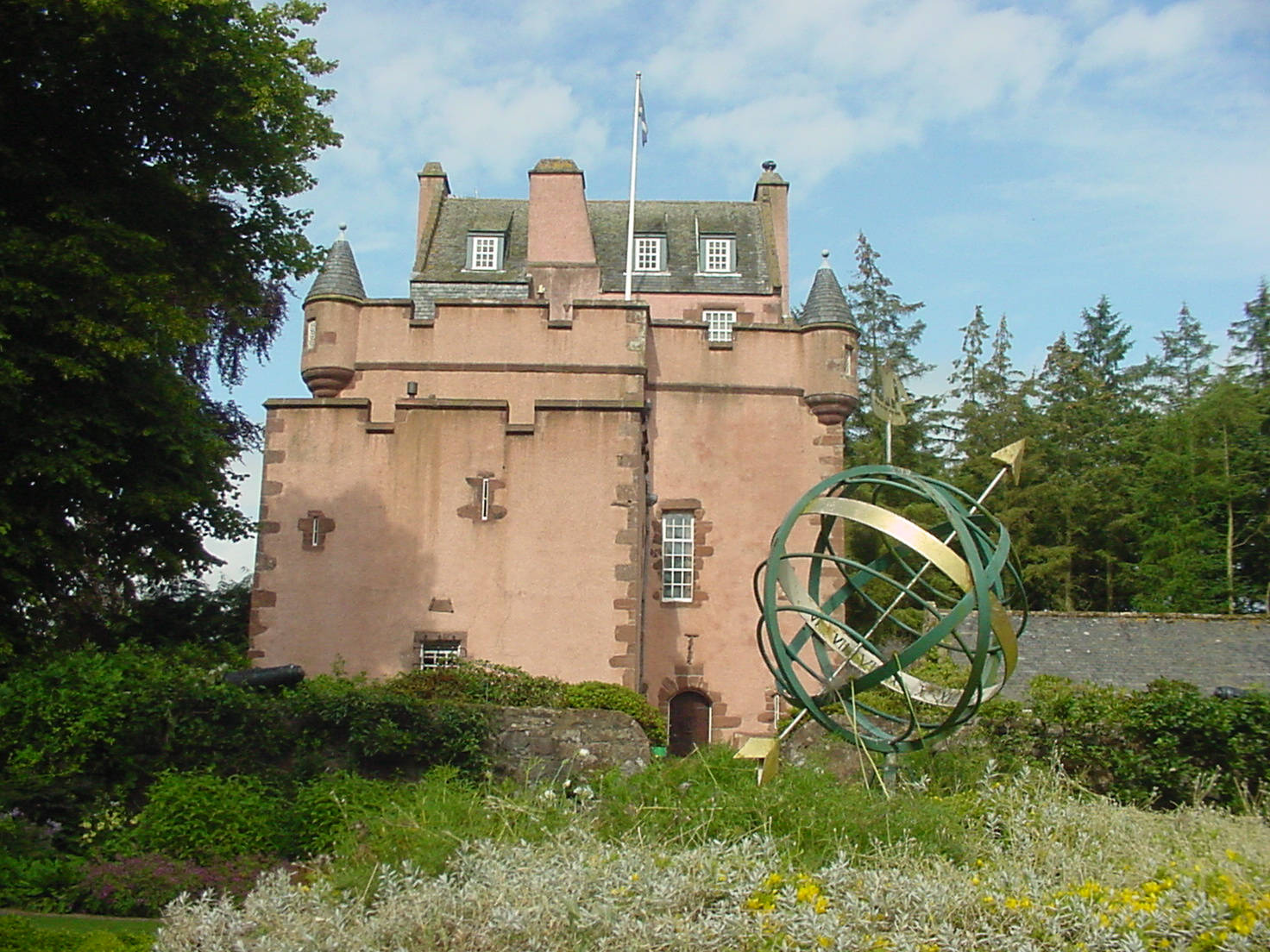
Towie Barclay Castle

De Barclays hebben hun wortels in Normandië. Roger de Berchelai en zijn zoon John kwamen met het gevolg van Margaretha aan in Schotland. Wegens hun goede diensten kregen ze de landerijen van Towie.
De Barclay-familie bezaten ook een kasteel, Towie Barclay Castle, maar door een sterk geloof in een vloek, die alleen de mannen zou treffen, hebben ze die van de hand gedaan en kwamen in de handen van de bestuurders van Robert Gordon's Hospital.
Een aantal Barclays hadden hoge posities. Zo was Sir David Barclay bevriend met Robert Bruce en was Walter de Berkeley schatbewaarder van Schotland.
Ze hadden ook veel te maken met de Quakers. Beroepssoldaat David Barclay had gediend in het Zweedse leger van Gustavus Adolphus. Hij keerde terug naar Schotland, toen daar een burgeroorlog uitbrak en vocht voor de koning. Hij werd echter beschuldigd van vijandiggezindheid tegen de staat en werd in Edinburgh opgesloten. Hij bekeerde zich tot het Quakergeloof. Zo schreef Robert Apologica, Vindication of the Principles and Doctrines of the People Called Quakers (Verklaring en Rechtvaardiging van de Grondbeginselen en Leer van de Mensen die Quakers worden genoemd). Dit werd in alle Europese talen vertaald. Hij had ook een groot aandeel in het idee om in Amerika een stad van broederschap te bouwen. De tweede zoon David ging naar Londen en werd een rijk koopman. Hij verwierf een stuk land in Jamaica en bevrijdde daar slaven en leerde hun een vak. 
Een andere Barclay werd de 'Grote Wandelaar' genoemd. Dit was Kapitein Robert Barclay-Allardyce, de laatste Laird van Urie. Zijn grootste prestatie was in 1000 uur 1000 mile (1609 km) af te leggen. Vijf dagen later ging hij met zijn regiment de strijd met Napoleon aan.
Een andere Barclay die tegen Napoleon had gevochten was de Russische Schot Michael Andreas Barclay de Tolly. Hij had een groot aandeel in het overwinnen van Napoleon met zijn tactiek van de verschroeide aarde, dat bestond uit zich terugtrekken en de grond platbranden. Hierdoor moesten de troepen van Napoleon wegens honger en kou zich terugtrekken. Barclay de Tolly werd daarna met eerbewijzen overstelpt.

## Barclay-ruit

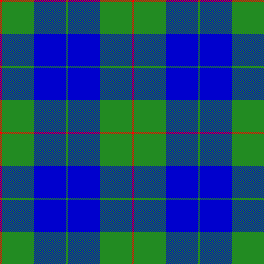
Barclay-ruit

De Barclay-ruit (jacht-ruit) werd voor het eerst beschreven in de Vestiarium Scoticum (1842). De Barclays hebben ook een dress-tartan, die voor feesten en formele aangelegenheden worden gebruikt. 